# Eurytomocharis ashmeadi
Eurytomocharis ashmeadi är en stekelart som först beskrevs av Peck 1951.  Eurytomocharis ashmeadi ingår i släktet Eurytomocharis och familjen kragglanssteklar. Inga underarter finns listade i Catalogue of Life.